# Форсування Десни
Форсування Десни — переправа шведських військ Карла XII через річку Десна (притока Дніпра), вчинена з 11 до 13 листопада 1708 року, під час його походу через Україну на Росію.

## Передісторія
27 жовтня 1708 року московський цар Петро Перший довідався про перехід українського гетьмана Івана Мазепи на бік Швеції, після чого московський цар звернувся з дезінформаційним маніфестом до жителів України, пропагуючи свою версію, що буцімто Мазепа має намір у разі перемоги шведів над росіянами домогтися повернення українських земель під владу Польщі. 30 жовтня Петро I вирішив знайти й підкорити Батурин — резиденцію Мазепи, де були великі запаси продовольства та боєприпасів. Від Погребків у бік Батурина попрямував московський загін Меншикова.

## Хід битви
Карл XII, дізнавшись про перехід Мазепи на бік шведів, ухвалив рішення форсувати Десну і спробувати затримати московські війська, які йшли до Батурина. Пунктом переправи ним була обрана ділянка річки біля села Мезин, яке перебувало на відстані одного переходу (50 км) від головних сил московської армії. Однак у цьому місці річка була широкою, з швидкою течією і високими берегами, а після перших морозів з'явилася безліч плавучих крижин, що створювали шведам масу проблем.
11 листопада шведи почали зводити понтонний міст для переходу через річку, проте з ними вступили в бій московські частини під командуванням Людвіга Миколи Галарта. 12 листопада за пропозицією Берндта Ото Штакельберга 600 осіб зробили переправу на плотах на інший берег вище за течією, тим самим ввівши московське військо в оману щодо місця переправи шведів, та незабаром основними силами завдали нищівного удару у центр московських позицій. Попри запеклий опір московських солдатів під командуванням Олександра Гордона, до вечора шведи завершили переправу.

## Підсумок
13 листопада московські війська відступили. З малими втратами шведи форсували вельми серйозну перешкоду, московські війська ж з серйозними втратами відступили до м. Глухова. Сучасники порівнювали цю переправу шведських військ з переправою через річку Гранік, вчинену Олександром Македонським. Проте, до того моменту, як шведські війська завершили переправу, росіяни вже встигли загарбати м. Батурин.